# Nicolas Dewalque
Nicolas Dewalque (20 de setembre de 1945) és un exfutbolista belga.

## Selecció de Bèlgica
Va formar part de l'equip belga a la Copa del Món de 1970.